# C-Fos

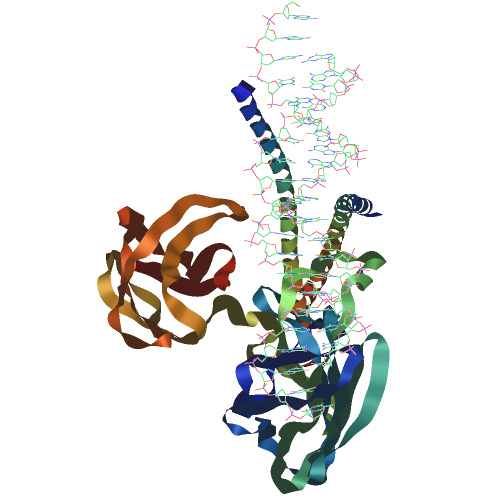
Représentation tridimensionnelle de la protéine c-fos

c-Fos est une protéine constituée de 380 acides aminés et son gène est présent sur le chromosome 14 humain de même que dans le génome de divers autres eucaryotes. Cette protéine correspond a un facteur de transcription nucléaire dont la principale fonction est l'induction de la transcription d’un gène.

## Détails de mécanismes
Il s’agit du facteur de transcription le plus fréquemment synthétisé à la suite d'un signal activateur. Les facteurs les plus dimérisables avec c-fos sont de la famille Jun comme c-jun. La dimérisation entre ces deux protéines, fos et jun, par l’intermédiaire d’une glissière à leucine (leucine zipper), forme le complexe transcriptionnel AP-1. La protéine c-fos seule est incapable de s’homodimériser et de se fixer à la molécule d’ADN. Avec c-jun, ils reconnaissent précisément la séquence de nucléotides TGACTC.
Le gène c-fos codant la protéine constitue un des gènes de réponse précoce, c’est-à-dire qu’il apparaît parmi les premiers facteurs de transcription lorsque la cellule passe de l’état quiescent G0 à l’état préparatoire à la division cellulaire G1 dans le cycle cellulaire. Ce gène c-fos est régulé par un amplificateur qui contient un élément de réponse au sérum qui tire son nom du fait qu’il est activé par de multiples facteurs de croissance sérique. Cet amplificateur complexe contient des séquences d’ADN qui lient plusieurs facteurs de transcription. C’est en fait par la MAP kinase dimérique active que sera induite la transcription du gène c-fos. Tout d’abord, la MAP kinase dimérique activée par phosphorylation est présente dans le cytosol de la cellule. Ensuite, cette kinase phosphoryle une autre kinase, p90 qui gagne le noyau pour phosphoryler une sérine spécifique dans le facteur complexe ternaire (TCF). De plus, la MAP kinase activée dans le noyau ira phosphoryler directement des sérines dans le facteur de réponse sérique (SRF). C’est l’association entre le facteur complexe ternaire et deux molécules de SRF qui forme un facteur trimérique actif qui se lie fortement au segment d’ADN de l’élément de réponse sérique et qui stimule la transcription du gène c-fos.
L’activité biochimique de c-fos est alors régulée le plus souvent par sa phosphorylation ou par sa liaison à une autre protéine. Il a été démontré, in vivo, que c-fos est modifiable sur une lysine unique par les trois isoformes de SUMO, soit SUMO-1,-2 et –3. Ainsi, la sumoylation de c-fos réprime son activité transcriptionnelle, contrairement à la phosphorylation qui induit son activité.
Par contre, son activité est généralement extrêmement faible dans la plupart des tissus adultes non stimulés, mais celle-ci augmente considérablement en présence de nombreux stimuli comme le stress, les facteurs de croissance, les irradiations ultraviolets ou l’H2O2. Par rapport aux autres protéines à réponse précoce, c-fos présente l’avantage d’une expression négligeable en l'absence de stimulation, ce qui permet une quantification plus aisée de l’activité évoquée. Aussi, à la différence de la plupart des oncogènes, c-fos ne nécessite pas nécessairement, pour devenir oncogène, une mutation particulière dans sa région codante, puisque la sur-expression de la protéine normale est suffisante. C-fos est exprimée de façon constitutive dans certaines tumeurs.
La protéine c-fos est très fréquemment utilisée comme marqueur d’activité neuronale par immunohistochimie qui consiste à la mise en évidence de la protéine dans les noyaux des neurones. Par ailleurs, elle est impliquée dans l’étude des aspects physiopharmacologiques de la nociception par l’observation de son expression dans la corne dorsale de la moelle épinière.
C-fos est un homologue cellulaire de v-fos qui est d’origine virale. C-fos diffère de l’oncogène rétroviral v-fos par ses séquences régulatrices. V-fos a un activateur efficace alors que c-fos possède un segment de 67 nucléotides riches en AT à son extrémité 3’ teminale non codante qui, lorsqu’il est transcrit entraîne une dégradation rapide de l’ARNm. Donc, c-fos peut être transformé en oncogène par délétion de son extrémité 3’ et en ajoutant l’activateur de v-fos. Le FBJ-MSV, qui est en fait le Finkel-Biskis-Jinkins murine osteogenic sarcoma virus, transporte v-fos. Ce virus entraîne l’apparition d’un ostéosarcome.